# ヌートカ語
ヌートカ語（ヌートカご）は、ワカシ語族北ワカシ諸語?に属している。話者はヌートカ族で2014年の時点で130人であり、消滅の危機に瀕している。